# Урош
Урош је српско мушко народно име. Поводом питања о пореклу, односно етимологији овог имена, у науци су изношене разне претпоставке. Старији истраживачи су претпостављали да име потиче од мађарске речи ур (господин, господар) и  деминутивног наставка -ош, али новија истраживања су показала да је порекло имена знатно комплексније. Тим поводом су предложена решења по којима се име изводи из старијег романског корена.

## Историја
Име Урош су носили многи српски средњовековни владари. Оно је међу Србима дуго важило за искључиво владарско име, због чега се у прошлости избегавало његово давање обичним људима.

## Распрострањеност
Урош је релативно често име у Србији и осталим државама насталим на простору бивше Југославије.